# Polyplectropus korah
Polyplectropus korah is een schietmot uit de familie Polycentropodidae. De soort komt voor in het Oriëntaals gebied.